# Margarita Montealegre
Margarita Montealegre (Managua, 21 de febrero de 1956) es una fotógrafa y reportera gráfica nicaragüense. Reconocida como la primera fotoperiodista de Nicaragua; becaria de la Fundación Fullbright y autora del libro Nicaragua: insurrección y revolución. Orden de la Independencia Cultural Rubén Darío otorgada por el Gobierno de Nicaragua. Expositora de la X Bienal Centroamericana.

## Primera fotoperiodista
En 1976 llega al diario La Prensa, como pasante en el área de fotografía y se le asigna como primera tarea, en la sección de Sucesos, fotografiar cadáveres no identificados en un contexto de insurrección popular contra el Régimen de la familia Somoza, en el que la mayoría de los cadáveres eran de jóvenes revolucionarios.
En 1977 se levanta la censura gubernamental y se le asigna acompañar al periodista Roberto Sánchez para reportar denuncias de presos y asesinatos políticos. Inicia su involucramiento con el Frente Sandinista de Liberación Nacional.
Asume la labor de servir como contacto, a miembros de la prensa extranjera, con la guerrilla: facilitando el acceso a periodistas y fotógrafos como Susan Meiselas y Pedro Valtierra, a barrios capitalinos dónde se estaba desarrollando la ofensiva final contra el Régimen somocista.
El archivo de su trabajo foto-periodístico durante la Revolución Popular Sandinista se perdió durante el bombardeo a las instalaciones del Diario La Prensa el 11 de junio de 1979.

## Billete de veinte córdobas
Tras la Revolución Popular Sandinista trabajó para el periódico oficial Barricada y facilitando fotografías para los comités de solidaridad extranjera con el pueblo de Nicaragua.
En marzo de 1980 toma la fotografía de un grupo de campesinos, manifestándose a favor de una reforma agraria con una manta con el texto de Bernardino Díaz Ochoa: «No somos aves para vivir del aire, no somos peces para vivir del mar, somos hombres para vivir de la tierra». En 1985, el Gobierno Revolucionario saca a circulación un billete de veinte córdobas, cuyo reverso estaba ilustrado con un dibujo basado en dicha fotografía y el anverso tenía la efigie de Germán Pomares.Posteriormente, en 1990, fue resellado con la denominación de quinientos mil córdobas.

## Proyectos fotográficos y memoria
En 2017 presentó el proyecto «Vivas nos queremos» una exposición fotográfica en la que se recopila el testimonio y los «rastros» de mujeres víctimas de femicidio en la Costa Caribe Sur, una de las zonas más violentas de Nicaragua. La exposición se instaló en el Paseo de la Memoria del Instituto de Historia de Nicaragua y Centroamérica (IHNCA) de la Universidad Centroamericana; y fue inaugurada durante el VI Congreso Centroamericano de Estudios Culturales.
En 2019 participa en la exposición Habitar la memoria con el proyecto «Sajonia», un ensayo fotográfico en el que regresa al barrio de Managua donde vivió su niñez: en una de las zonas más afectadas por el terremoto de 1972 para contrastar las fotografías de su álbum familiar con la cotidianidad actual de la zona. La periodista Sylvia Torres describe que estas fotografías «nos sumergen en un mundo que misteriosamente funde un pasado ya vivido y re imaginado con este presente ausente de risas y juegos en las calles, en medio de escombros y donde se cuelan memorias reinventadas». Este proyecto también fue presentado en el evento Centroamérica en Acción en el Museo de Arte y Diseño Contemporáneo de Costa Rica. 

## Reconocimientos
- Orden de la Independencia Cultural Rubén Darío (2008)[3]